# Saiva guttulata
Saiva guttulata är en insektsart som först beskrevs av John Obadiah Westwood 1842.  Saiva guttulata ingår i släktet Saiva och familjen lyktstritar. Inga underarter finns listade i Catalogue of Life.